# Tattingstone
Tattingstone est un village et une paroisse civile du Suffolk, en Angleterre. Il est situé sur la péninsule de Shotley, à environ 8km au sud d'Ipswich. Le recensement de 2011 a enregistré une population de 540 habitants.